# Fatir
Fatir "Criador" (em árabe: سورة فاطر)  é a trigésima quinta sura do Alcorão com 45 ayats.